# Pogwisch-Haus Weimar
Bei dem sogenannten Pogwisch-Haus handelt es sich um ein einstiges Weinberghaus aus dem frühen 18. Jahrhundert. Es handelt sich damit um eines der seltenen erhaltenen Weinberghäuser des klassischen Weimar.

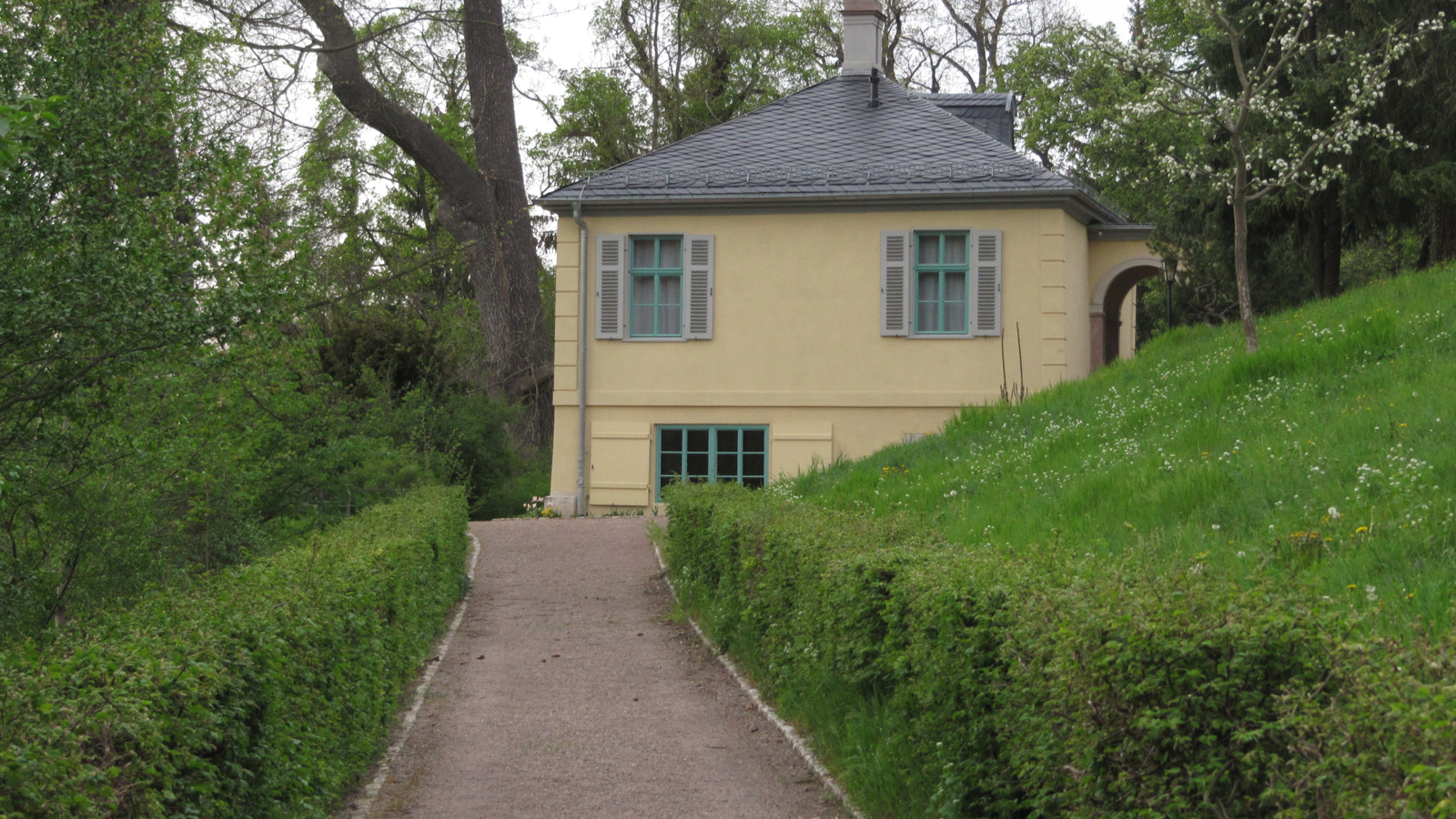
Pogwisch-Haus am Ost-Hang im Park an der Ilm, 2012

## Lage
Das Pogwisch-Haus liegt im östlichen Teil des Parks an der Ilm und dort unmittelbar südlich von Goethes Gartenhaus Am Horn 4a. Es wurde von Johann Christoph Schmidt, Finanzminister von Sachsen-Weimar-Eisenach, grundlegend umgestaltet, nachdem er es 1772 gekauft hatte. Er wohnte laut W. Daniel Wilson als Junggeselle zusammen mit dem Hofmedikus Heinrich Friedrich Abt in dem Haus. 1806 erwarb es die Gräfin Eleonore Maximiliane Ottilie Henckel von Donnersmarck, seit 1804 Oberhofmeisterin von Maria Pawlowna und Großmutter von Ottilie von Pogwisch.

## Beschreibung

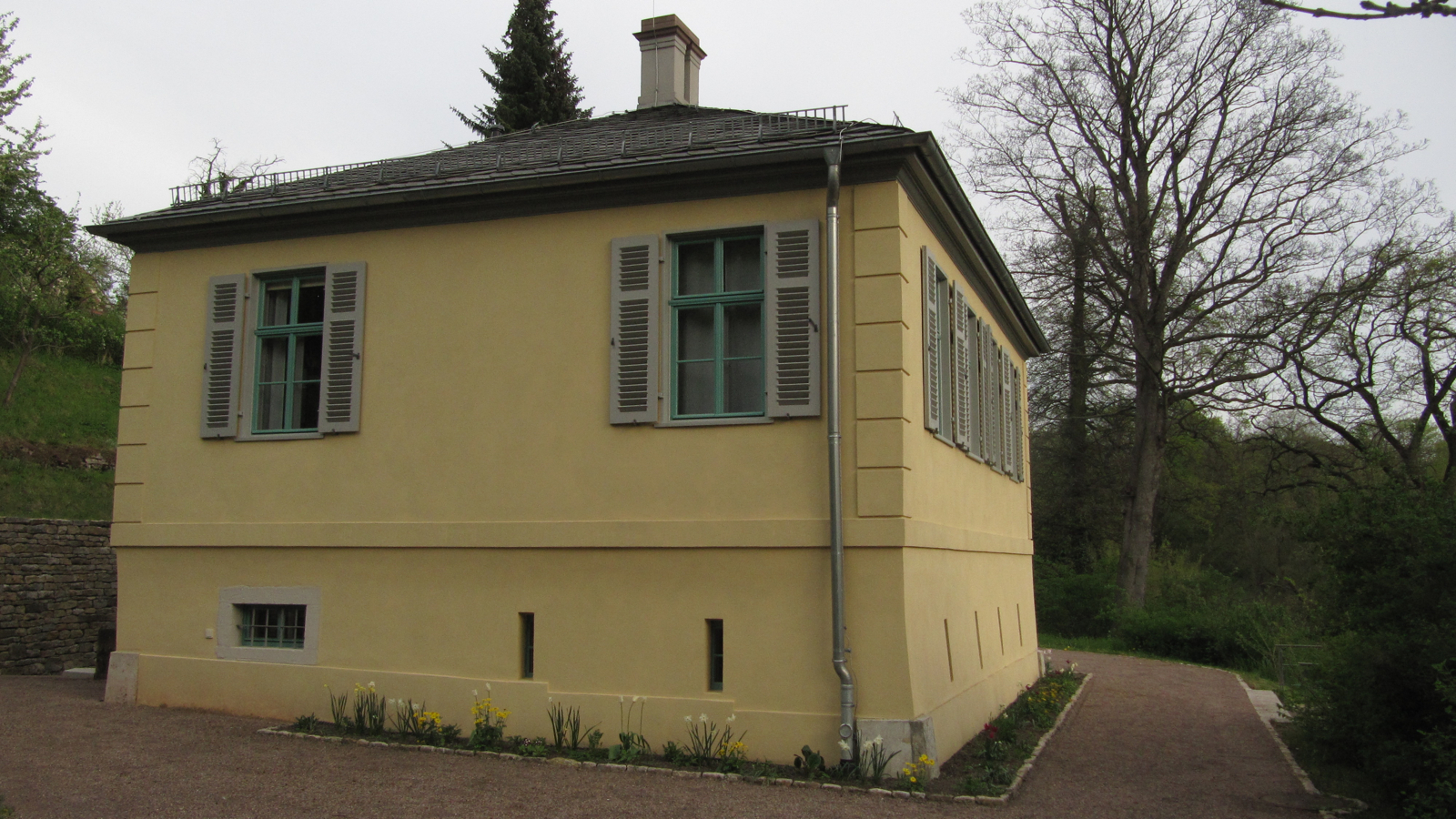
Pogwisch-Haus im Park an der Ilm, 2012

Der Bau hat einen beinahe quadratischen Grundriss, wobei das verputzte Fachwerk auf einem massiven Steinsockel ruht. Es besitzt Eckquaderungen und zwei bis drei Fensterläden an den Wänden. Von Osten wird der Bau durch eine hohe Natursteintreppe erreicht, die durch einen vieleckigen Eingangsvorbau mit Arkaden und Geländer zusätzlich betont wird. Es ist mit einem flachen Walmdach gedeckt.
Seine historische Bedeutung erhält das Haus durch seinen Besitzer August von Goethe, der wiederum Ottilie von Goethe geb. von Pogwisch (1796–1872) heiratete. Durch Goethes Schwiegertochter wiederum erhielt das Haus auch seinen Namen. Der Sohn Augusts und Ottilies Walther von Goethe bewohnte Mitte des 19. Jahrhunderts ebenfalls dieses Haus. Er war der letzte Nachfahre des Dichters.
Ab 2003 erfolgte eine gründliche Restaurierung. Heute dient es als Gästehaus der Klassik Stiftung Weimar, der es seit 1991 gehört. Das Haus ist mit originalen Möbeln ausgestattet, die an die ursprünglichen Besitzer erinnern.